# Lijst van rivieren in Pakistan

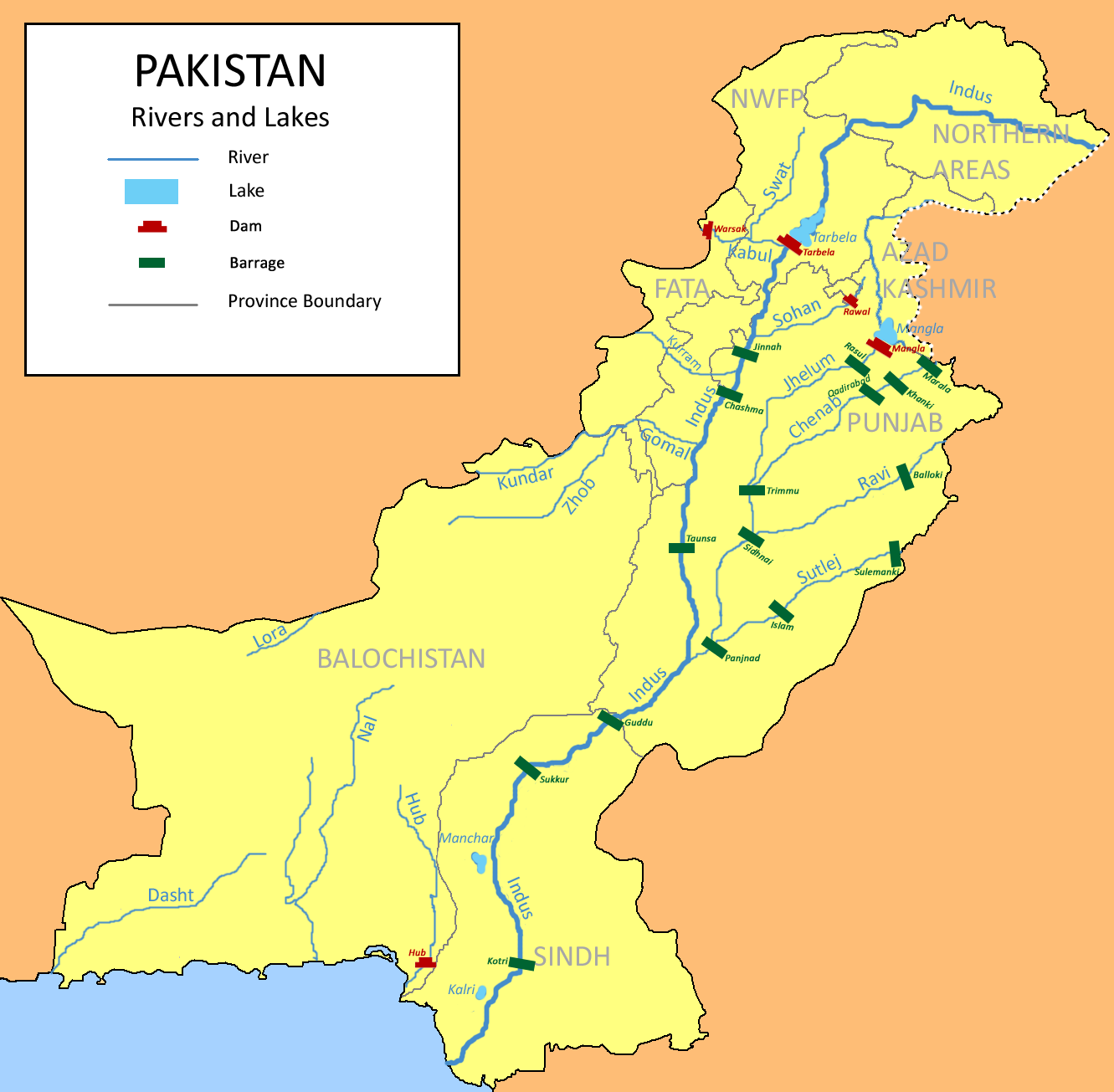
Kaart van Pakistan met een aantal grote rivieren.

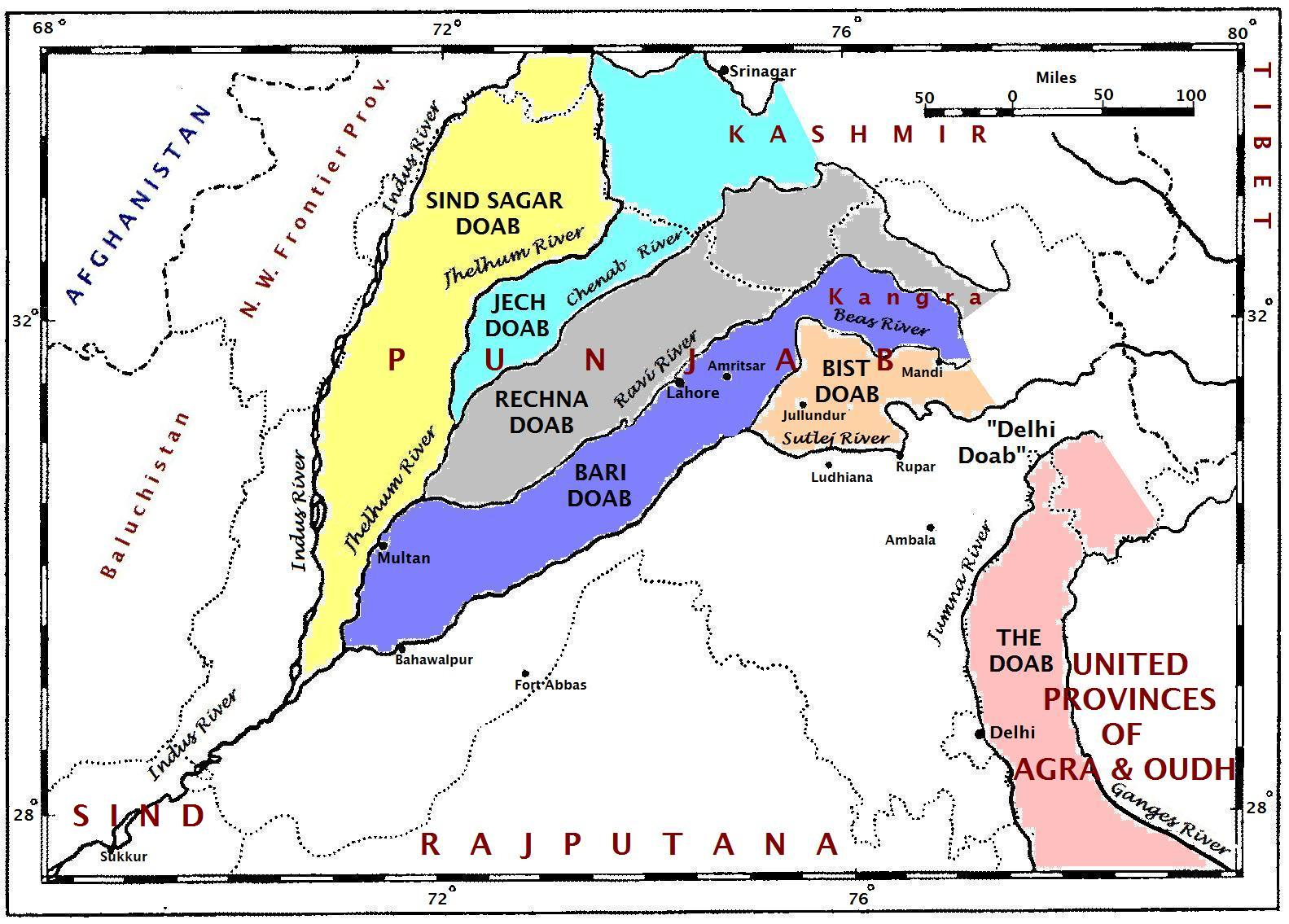
Kaart van Punjab.

Dit is een lijst van rivieren in Pakistan. De rivieren in deze lijst zijn geordend naar drainagebekken en de opeenvolgende zijrivieren zijn ingesprongen weergegeven onder de naam van elke hoofdrivier. De langste rivier in Pakistan is de Indus. De rivieren in het stroomgebied van de Indus leveren ongeveer twee derde van het water dat gebruikt wordt voor irrigatie en huishoudelijk doeleinden in Pakistan.

## Arabische Zee
Een aantal rivieren dat naar de Arabische Zee stroomt, valt regelmatig droog buiten het regenseizoen.
- Dasht (Urdu: دریائے دشت)
  - Kech
- Basol
- Hingol (Urdu: دریائے ہنگول) 
  - Nal
- Porali
- Hub (Urdu: دریائے حب)
- Orangi Nala
- Malir (Urdu:دریائے ملير)
- Lyari (Urdu:لیاری ندی) (stroomt alleen in het regenseizoen)
  - Gujjar Nala (stroomt alleen in het regenseizoen)

### Stroomgebied van de Indus
- Indus
  - Panjnad (Urdu: پنجند)
    - Chenab
      - Ravi
        - Jhelum
        - Poonch
        - Kunhar
        - Neelum of Kishanganga

      - Tawi
      - Manawar Tawi

    - Sutlej

  - Gomal
    - Kundar
    - Zhob

  - Kurrum (Urdu: دریائے کرم)
    - Tochi, ook wel Gambila genoemd

  - Soan (Urdu: دریائے سون)
    - Ling

  - Haro
  - Kabul
    - Swat
      - River Jindi
      - Panjkora

    - Bara
    - Kunar (Kunar Rud)
      - Lutkho

  - Siran
  - Tangir
  - Astore

Kaart van het stroomgebied van de Indus.

    - Rupal, ontspringt bij de Rupalgletsjer

  - Gilgit
    - Hunza
      - Naltar
      - Hispar
      - Shimshal
      - Chapursan
      - Misgar
      - Khunjerab

    - Ishkuman
    - Yasin

  - Satpara
  - Shigar (Urdu: دریائے شگر), wordt gevoed door het smeltwater van de Baltorogletsjer en Biafogletsjer
    - Braldu

  - Shyok
    - Saltoro
    - Hushe
    - Nubra, ontspringt bij de Siachengletsjer

  - Suru
    - Dras
    - Shingo

## Endoreïsche bekkens

### Hamun-i-Mashkel
- Mashkel
  - Rakshan

### Sistanbekken
- Helmand (Iran/Afghanistan)
  - Arghandab (Afghanistan)
    - Lora, ook wel Dori genoemd

### Indusvlakte
- Nari
  - Mula
  - Bolan
  - Beji
    - Anambar
      - Loralai

  - Loe Manda

### Tharwoestijn
- Ghaggar

### Tarimbekken
- Tarim (China)
  - Yarkand (China)
    - Shaksgam

## Rivieren bekend uit de oudheid
- Sarasvati (ook wel Saraswati): een van de grootste rivieren bekend uit de Veda's. De Ghaggar-Hakra, een rivier in India en Pakistan die alleen tijdens de moesson stroomt, wordt vaak wordt geïdentificeerd met de Sarasvati,[2] maar hierover bestaat geen consensus.[3] De "Hakra" is de drooggevallen voortzetting van de Ghaggar-rivier uit India.[4] Langs de oevers van de Ghaggar en Hakra zijn restanten van nederzettingen van de Indusbeschaving aangetroffen.